# Dragehovedfisk
Dragehovedfisk (Scorpaeninae) er en underfamilie af solitære saltvandsbenfisk, hvoraf enkelte optræder i danske farvande. Karakteristisk er de mange forlængede finnestrenge med funktion som giftpigge og de ofte stærke farver for at gør opmærksom på, de er giftige.

## Slægter
- Hoplosebastes
- Idiastion
- Iracundus
- Neomerinthe
- Neoscorpaena
- Parascorpaena
- Phenacoscorpius
- Pogonoscorpius
- Pontinus
- Pteroidichthys
- Rhinopias
- Scorpaena[1]
- Scorpaenodes
- Scorpaenopsella
- Scorpaenopsis
- Sebastapistes
- Taenianotus
- Thysanichthys
- Ursinoscorpaenopsis